# المؤامرة والحب
المؤامرة والحب (بالألمانية: Kabale und Liebe) ظهرت في 1784 بعنوان لويزه ميلر (بالألمانية: Luise Miller) مسرحية برجوازية من خمسة فصول من تأليف الكاتب المسرحي الألماني فريدرش شيلر (1759-1805)، كان العرض الأول لها في 13 أبريل 1784، ونُشرت طباعة في نفس العام. يتعرض شيلر في هذه المسرحية للاختلافات الطبقية التي لا يمكن تجاوزها، وينتقد اختيار الامراء للنساء من الطبقة البرجوازية كعشيقات لهم، فاظهر شيلر في مسرحيته هذه أن الحب بين لويزه ميلر وهي ابنة موسيقار من الطبقة الوسطى وفرديناند فون فالدر ابن أحد الأسر النبيلة لا يمكن أن يستمر وتدمره الفوراق بين طبقاتهم في المجتمع. ترجمت المسرحية إلى الإنجليزية في 1794 والفرنسية في 1799 مما أكسبها شهرة كبيرة تعدت الحدود الألمانية.

## وصلات خارجية
| - المؤامرة والحب، على كتب جوجل. - المؤامرة والحب، على مشروع جوتنبرج. - المؤامرة والحب، على أرشيف الإنترنت. - المؤامرة والحب، على موقع أمازون. | - المؤامرة والحب، على الفهرس العالمي. - المؤامرة والحب، على مكتبة جامعة هارفارد. - المؤامرة والحب، على مكتبة جامعة ميشيغان. - المؤامرة والحب، على جود ريدز. |  |